# Vis compulsiva
Vis compulsiva – pochodzący z prawa rzymskiego termin oznaczający przymus psychiczny podczas zawierania czynności prawnej. Dana czynność była wtedy dokonana pod wpływem obawy spowodowanej poważną i bezprawną groźbą.
Według prawa pretorskiego była to okoliczność umożliwiająca unieważnienie czynności prawnej, ponieważ była elementem meti, który zaliczał się do deliktów.